# Jacob Fuchs (Landrat)
Jacob Fuchs (* 16. Mai 1798 in Sobernheim; † 26. September 1848 in Kreuznach) war ein preußischer Landrat des Landkreises Merzig.

## Leben
Der Protestant Jacob Fuchs war ein Sohn des Stadtrentmeisters Peter Fuchs und dessen Ehefrau Maria Margaretha, geb. Otto. Nach Ende seiner schulischen Ausbildung diente er ab Januar 1815 als Freiwilliger im 8. Rheinischen Landwehr-Regiment, während seiner Dienstzeit nahm er an einem Feldzug in Frankreich teil. Im Juli 1815 erhielt er die Ernennung zum Offizier, nach der Bestätigung vom 3. Oktober 1815 wurde ihm am 4. November 1815 das Offizierspatent ausgehändigt. Von Mai 1825 bis Juni 1826 war er Hilfsarbeiter bei der Regierung Koblenz, bevor er am 14. November 1825 zum Premier-Lieutenant ernannt wurde. Am 26. Mai 1826 wurde er kommissarisch Kreissekretär in Wetzlar, um dort die Vertretung des erkrankten Landrates des Kreises Wetzlar Julius von Sparre zu übernehmen. Nach seiner Rückkehr zur Regierung Koblenz im August 1827, wurde er am 14. September 1827 provisorisch und am 28. Dezember 1827 definitiv zum Kreissekretär in Merzig ernannt. Am 5. Dezember 1840 wurde er zunächst ebenfalls kommissarisch zum Landrat des Kreises Merzig ernannt, dem am 9. Januar 1841 die Präsentationswahl und am 4. April 1841 die definitive Ernennung folgte. Nach einer Beurlaubung zu einer Badereise, starb er im September 1848 in Merzig im Dienst.

## Familie
Jacob Fuchs heiratete am 4. Juni 1828 in Merzig Walburga Philippina Artois (* 15. Januar 1803 in Merzig; † 10. August 1872 ebenda), Tochter des Notars Joseph Artois zu Merzig und dessen Ehefrau Maria, geb. Defer. Das Ehepaar hatte einen Sohn und vier Töchter.